# Хеллабрунн
Хе́ллабрунн (нем. Tierpark Hellabrunn) — зоопарк в Мюнхене, занимающий площадь в 39 гектаров в южной части города на берегу Изара. Является одним из самых больших зоопарков Европы.
Когда Хеллабрунн был впервые открыт для посещения, в 1911 году, это был первый в мире «гео-зоопарк», где условия обитания тех или иных животных стремились максимально приблизить к естественной среде. Территория зоопарка поделена «по континентам», и таким же образом сгруппированы все обитающие животные.
Зоопарк сохранился, несмотря на ущерб от бомбардировок во время Второй мировой войны. По состоянию на 2016 год в зоопарке насчитывают около 20 тысяч особей более 750 видов. Ежегодно зоопарк посещают 1,8 миллионов человек.
Среди ярких событий последних лет — рождение слонёнка в самом конце 2009 года (чего не случалось в течение 66 лет до этого) и белых медвежат-близнецов в 2013 году.